# 7469 Krikalev
7469 Krikalev eller 1990 VU14 är en asteroid i huvudbältet som upptäcktes den 15 november 1990 av den ryska astronomen Ljudmila Tjernych vid Krims astrofysiska observatorium på Krim. Den är uppkallad efter den ryske och tidigare sovjetiske kosmonauten Sergej Krikaljov.
Asteroiden har en diameter på ungefär tolv kilometer.